# Exometoeca nycteris
Exometoeca nycteris är en fjärilsart som beskrevs av Edward Meyrick 1888. Exometoeca nycteris ingår i släktet Exometoeca och familjen tjockhuvuden. Inga underarter finns listade i Catalogue of Life.

## Bildgalleri

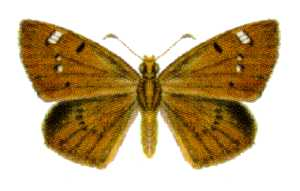